# Андоррська Революція
Андоррська революція (кат. Revolució andorrana) або Революція 1933 року (кат. Revolució del 1933) — демократичне повстання під проводом молодих андоррців, яке закликало до політичних реформ, загального виборчого права для всіх андоррців та діяло на захист прав місцевих та іноземних робітників під час будівництва гідроелектростанції FHASA в Енкампі.

## Історія

### Контекст
Міжвоєнний період в Андоррі характеризувався період економічної кризи, що виникла в другій половині XIX століття. Країна жила дуже не добре, за рахунок економіки стародавнього режиму. Хоча була спроба змінити економіку, но вона не досягла успіху, а хвилі еміграції продовжували знищувати населення та його активність. Згодом міжвоєнний період в Андоррі означав продовження народних повстань і шляхетних повстань попереднього десятиліття.
Саме в цей час у країні прокотилася хвиля протестів, за допомогою якої вперше вдалося запровадити загальне виборче право для чоловіків — лише для чоловіків, які досягли повноліття та громадянства Андорри. Це був безпрецедентний факт, оскільки до цього країна ще жила під режимом Нової Реформації. Незважаючи на те, що це було кроком вперед, щоб її затвердити, Нова Реформація була повністю застарілою та неадекватною на рубежі двадцятого століття. Воно продовжувало надавати голоси привілейованій верстві населення і не розглядало участь жінок. Це означало, що основна частина населення була виключена з можливості брати участь у політиці країни.
Багато андоррців, які втікали від економічної ситуації в Андоррі, щоб оселитися у Франції чи Каталонії, призвели до так званої революції 1933 року. Ззовні асоціації андоррських емігрантів люто критикували політику андоррського уряду, через газети приносили в Андорру нові ліберальні та капіталістичні течії. Генеральна рада хотіла відцензурувати думку, яка була опублікована за кордоном, оскільки вона ставила під сумнів Нову Реформацію.
Політики Андорри хотіли показати, що Андорра є «буколічним» місцем, з метою уникнення будь-якого іноземного втручання у справи Андорри. Уряд намагався заборонити збір підписів, який проводили емігранти в Андоррі, надати право голосу всім повнолітнім і змінити Конституцію для перетворення Андорри на конституційну монархію. Ця зміна режиму була широко підтримана Каталонією, і завдяки один одному Паріати та їхній феодальний характер вперше почали критикувати. Створення Іспанської Республіки не змінило кастильських амбіцій щодо Андорри. Країна продовжувала розглядатися як частина іспанської території. Іспанія прагнула знищити співкнязівство, а Франція намагалася його наоборот зберегти.
Будівництво гідроелектростанції FHASA змінило економічний курс країни. Проект задумувався як механізм модернізації країни та активізації економіки. Його присутність не змінила в цілому політику країни, хоча дозволила проникнути новим ідеологічним течіям, які до того часу ніколи не ступали на землю Андорри: соціалізму, комунізму та анархо-синдикалізму.
Загальне виборче право надане чоловікам, вдалося затвердити, але коли розпочалася громадянська війна в Іспанії та наступна Друга світова війна, вони зупинили модернізацію та економічну активізацію Андорри.

#### Французький та іспанський імперіалізм
Франція та Іспанія завжди вважали Андорру своєю територією. Це стало предметом суперечок практично з того моменту, коли Андорра отримала незалежність. Початок епохи націоналізму не дуже змінив цю ситуацію. Кастилія в рамках своєї концепції пан-іспанського націоналізму назвала Андорру іспанською територією. Франція в рамках своєї концепції «територіальних кордонів» розглядала Андорру як французький протекторат.
Протекторат — одна з двох систем контролю, обраних Францією під час колонізації. Колонізована нація або керувалася як протекторат, або безпосередньо залежала від Департаменту Міністерства колоній. Протекторат визнав місцевий суверенітет, але змусив його мати французького губернатора та прийняти дирижизм Міністерства закордонних справ.
Режим протекторату Андорри зробив губернатора вікарієм і представником співпринца, який зазвичай повинен відповідати. Андоррці у 20-му столітті повинні були реєструватися у Франції, і виданий їм паспорт був захищений Францією.   
Під впливом каталонізму, який вважав неприйнятним те, що Андорра продовжує залишатися леном, багато андоррців робили кроки для визнання Андорри як окремої національної держави. Ось як Генеральна рада звернулася до Ліги Націй у 1930-х роках, щоб вона могла втрутитися у справу Андорри з огляду на патерналістські настрої Іспанії та Франції. У цей час Андорра досягла андоррського національного режиму, який мало чим відрізнявся від національного режиму у французьких колоніях.    
Іспанія заявила про своє «право на завоювання» Андорри і з цієї причини намагалася вплинути на освіту. Іспанія хотіла заборонити каталонські-андоррські школи. Бажання бути незалежними закінчується в настроях андоррців. Бажання редагувати і створювати власні етикетки, прагнучи запровадити національну систему, керували б іспанськими шкільними вчителями, які бажають вступити до каталонської школи, звертаючись до Організації Об'єднаних Націй, серед іншого, є яскравими прикладами того, що Андорра не хотіла належати до жодної сторони.   

#### Каталонський і андоррський націоналізм
Позиція Андорри щодо каталанізму була відкритою, оскільки багато андоррців захищали право каталонців на самовизначення, але стриманою, оскільки пан-іспанські та пан-французькі проекти явно поставили під загрозу погано визначений статус Андорри. Незважаючи на те, що Каталонія вважала Андорру окремою та гідною захоплення країною, оскільки це була єдина незалежна каталонська держава, ця незалежність була більше де-юре, ніж де-факто. Прикладом цього є відмова Ліги Націй прийняти Андорри як повноправного члена.
Андоррці відчували і також бачили себе окремою країною. Нічого з цього не означало, що політики Андорри мусять грати в гру двозначності, щоб зберегти статус території, якій скрізь заперечують. Каталонська преса неодноразово повідомляла, що необхідно позбутися Паріатів і перетворити державу Андорри на республіканський режим. Течії того часу вплинули на багатьох андоррців, і з цієї причини було багато тих, хто був відданий республіці та самовизначенню Каталонії.
Франція та Іспанія ніколи не приймали андоррців на користь республіки Андорра. Будь-які республіканські вимоги тлумачилися цими двома державами як прямий вплив каталонізму. Франція та Іспанія, обидві проти будь-якого права на самовизначення, часто залишали свої розбіжності осторонь, щоб нав'язати свою волю парламенту Андорри, щоб уникнути прогресу на території Андорри.
Для представників французького співпринца незалежність була суто антифранцузькою позицією, незалежно від того, звідки вона виходила, як від Каталонії, так і від колоній чи Андорри. 
Один конкретний епізод, який багато говорить про франко-іспанську політику щодо каталонців та андоррців, це випадок Андреса Лопеса Массо, міністра освіти, делегата Мадрида та переконаного каталонця. Генеральна рада весь час зберігала подвійне обличчя. Вперше він був обраний Генеральною радою на посаду юриста-радника парламенту. Виконуючи це завдання, він налагодив зв’язки з президентом уряду Каталонії Франсеском Масія, щоб той міг інвестувати в освіту країни. Генеральна рада була цілком задоволена її освітньою політикою. Підтвердженням цього є підвищення зарплати. Коли Масія скасував субсидії, Андреу був примусово звільнений без згоди парламенту Андорри. Франція та Іспанія не терпіли того, щоб Андреу запроваджував каталонську мову в школах або ставив себе на користь нової Конституції. В особі Андрея Франція побачила каталонські «державні перевороти».

### Причини революції

#### Скарги
Зміни в режимі співкнязівства різко вимагалися для просування політики країни щодо покращення дій проти економічної кризи. Крім того, парламент Андорри опинився в низці ситуацій, які суперечили вільному здійсненню його суверенітету. Франція і Ватикан неодноразово обмежували дії парламенту, ставлячи під сумнів будь-яке рішення. Рішення, прийняті парламентом, у які втручалися, включають: 
- парламент надав концесію іноземній букмекерській агенції робити ставки на скачки в обмін на щорічну оплату. Метою було будівництво лікарні, резиденції для кумів країни, курортів тощо. Постійні делегати співпринців скасували рішення парламенту,
- Іспанія заснувала перші світські школи. Народна освіта була в компетенції парламенту, тому він попросив субсидії в Іспанії. Але єпископ не прийняв цього і відмовився, оскільки хотів, щоб церква продовжувала контролювати шкільну систему,
- парламент призначив делегата, Андреу Массо і Лопеса, близького до уряду Каталонії, щоб підтримати освіту каталонською мовою в Андоррі. Але оскільки Андреу був каталонцем, Франція відхилила його призначення, а співпринци вигнали його,
- доставка пошти між Іспанією та Францією була погано сприйнята парламентом, який запросив вступ країни як автономного члена відповідного міжнародного органу без консультації з співпринцами,
- парламент відмовився визнати призначення єпископського нотаріуса,
- парламент доручив дослідження цивільного реєстру в князівстві, прерогатива, яка належала рекотам кожної парафії, які перебували під наказом єпископа,
- парламентський комітет представив у 1933 році постійному делегату Франції петицію з 240 підписами про встановлення загального виборчого права для чоловіків. Постійний представник відповів, кричачи на Генеральну раду з причин, не пов'язаних із проханням.
- парламент погодився розробити проект Конституції для країни в 1933 році, але єпископ не погодився

#### Буколізм та ідеалізм
Криза 19 століття змусила андоррців емігрувати в інші країни. Андоррські емігрантські громади були створені в Барселоні та Бесьє. Барселона була найважливішою. У всьому світі частина європейського континенту жила в ритмі Божевільних років. Тобто американський спосіб життя був імпортований зі Сполучених Штатів, проникаючи в сучасний капіталізм. Кіно, трести, маркетинг, хмарочоси, все розвивається радикально. Він настільки зростає, що бульбашка лопне в 1929 році, спричинивши так звану Велику депресію на планеті. Андоррці, які живуть за межами Андорри, пережили божевільні роки на своїй шкірі. Життя складалося для них відносно добре. Багато хто вирішив почати бізнес. Є багато яскравих прикладів цього періоду. Однак найголовніше, на що слід звернути увагу, це принаймні зміна уявлень. В Іспанії вона була щойно проголошена республікою, Франція деякий час була нею. У той же час у Франції починають лунати робітничі страйки, в Європі вимагають загального виборчого права для чоловіків. Очевидно, андоррці, які проживали за кордоном, не залишилися осторонь цих подій, навпаки, тому що вони насправді співчували їм.  
В Андоррі історія була дещо іншою. Андоррці, які залишилися в країні, не відчули цих змін. Життя було одноманітним, фольклорним. Єдиним відповідним пунктом були релігійні свята та одержимість будівництвом доріг, які перевели на FHASA. Перша світова війна зупинила напруженість андоррського питання або, у всякому разі, послабила його. Генеральна Рада живилася моделлю Нової Реформації. Це була повністю естаментальна модель, за якою могли вибиратися лише голови домогосподарств. Тому парламент був дуже нерухомим, з невеликим бажанням змін, добре сформованим завдяки привілеям, які він накопичував. З боку, переважно іспанської преси, був абсолютно ідеалізований, буколічний образ, який парламент Андорри посилював. Так було задумано, бо таким чином гарантувалося підтримання встановленого порядку. 

### Сфери змін

#### Скасування десятини і виправлення економічного становища
У міжвоєнний період десятина була скасована, і завдяки цьому країна була звільнена від великих податків, які не дозволяли парламенту Андорри інвестувати в економічну діяльність країни. Крім того, скасування цього феодального податку дозволяє Андоррі просунутися трохи далі в галузі демократії.
Економічна криза, яка тривала в другій половині 19 століття, нарешті завершилася завдяки будівництву публічної компанії з обмеженою відповідальністю «Гідроелектричні сили Андорри». Бажана терціарізація країни мала відкрити шлях до національної території та виходу з неї. Без цього не було можливості інвестувати в інші галузі. Комунікації в Андоррі стали полем битви в міжвоєнний період. Якщо в інших країнах промислова революція була синонімом залізниці, то в Андоррі її назвали дорогами.
Будівництво дороги потребувало грошей, а парламент Андорри їх не мав. Саме з цієї причини в міжвоєнний період воно зробило важливі кроки, які призвели до скасування десятини через єпископського співкнязя. Через заснування Адміністративної ради доріг була зроблена спроба побудувати перші дороги за державні гроші. Приступивши до роботи, адміністрація Андорри зрозуміла, що не має можливості продовжувати. Брак ресурсів призвів до скасування десятини в Мітрі. Єпархія Ургелла відмовилася, поки Дорожня рада нарешті не змогла його врозумити. Співпринц побачив у цьому запиті інший спосіб позбавити його права бути співсувереном Андорри.   
Незважаючи на скасування десятини, парламенту Андорри вдалося прокласти лише триметрову доріжку між Сольдеу та Пас-де-ла-Каса. Правлінню довелося повернутися до початкової ідеї поступок. На цьому другому етапі парламент Андорри вирішив скористатися перевагами встановлення електростанцій навколо Піренеїв, щоб залучити іноземний капітал, щоб вивести країну з ув'язнення без зв'язку. У 1929 році Генеральна рада надала гідравлічній енергетичній компанії дозвіл на виробництво електроенергії в Андоррі в обмін на будівництво там доріг.      
75-річна концесія FHASA (Forces Hidroelèctriques d'Andorra) бізнесменів Boussac i Llorenç Gómez у 1929 році нарешті означала входження в капіталістичний світ і промислову революцію.     У 1933 році компанія підкорилася вимогам і побудувала дорогу від Андорра-ла-Велья до французького кордону, а в 1934 році — від Андорра-ла-Велья до Ордіно. Електрифікація країни дозволила Андоррі зробити важливий стрибок. Були встановлені перші банки, поліція та радіо.    

#### Кампанія за загальне виборче право чоловіків
Андоррські іммігранти з Барселони збирали підписи у Андоррі з метою схвалення загального виборчого права, яке надається чоловікам які досягли повноліття, і тим у кого є андоррське громадянство. Вони створили журнал, який поширював думку в країні, і асоціацію для підтримки його ініціатив з Андорри. Закон Андорри забороняє будь-які асоціації та прямо не передбачає свободу слова.
Через цей закон, вона була повністю ускладнена:
- Журнал зазнав цензури парламенту Андорри
- Молоді андоррці повинні були зустрічатися таємно
- Акції зі збору підписів були закриті
- Адміністрація Андорри заборонила всі пропагандистські брошури

Заборони не змусили андоррську молодь відступити. З цієї причини парламент Андорри погодився прийняти підписи. Але парламент розумів, що таке рішення буде відхилено співпринцами, які зробили це просто тому, що у Франції вулиці горіли, оскільки тамтешній уряд також не хотів надавати громадянам право голосу. Французький паннаціональний проект не прийняв рішення парламенту Андорри, яке схвалило продовження голосування. Таким чином, парламент Андорри уникнув, з одного боку, критики на свою адресу за те, що він не хоче дозволити право голосу та збору підписів, а з іншого боку, він також вказав на список скарг як на ще одну причину для критики.
17 січня 1933 року делегація Генеральної ради звернулася до постійних делегатів співпринца в Перпіньяні, щоб подати заяву. Постійна делегація кричала на делегацію Андорри за спробу відновити казино в країні та за розширення телефонних ліній, про які Франція та Іспанія сперечалися, не спілкуючись раніше з французьким співпринцем. 
Прохання про розширення права голосу було прийнято Францією, але вона попередила, що це буде необхідно, перш ніж запитувати думку співпринца єпископа при Паріях. Парламент витлумачив відмову і повідомив населенню, що делегації співкнязів виступають проти. Французька делегація вирішила надіслати пропозицію безпосередньо співпринцу Альберу Лебрену та повідомити йому, що вона має бути схвалена, але спочатку її слід проконсультувати з самим населенням, організувавши всенародне опитування. 

#### FHASA страйкує

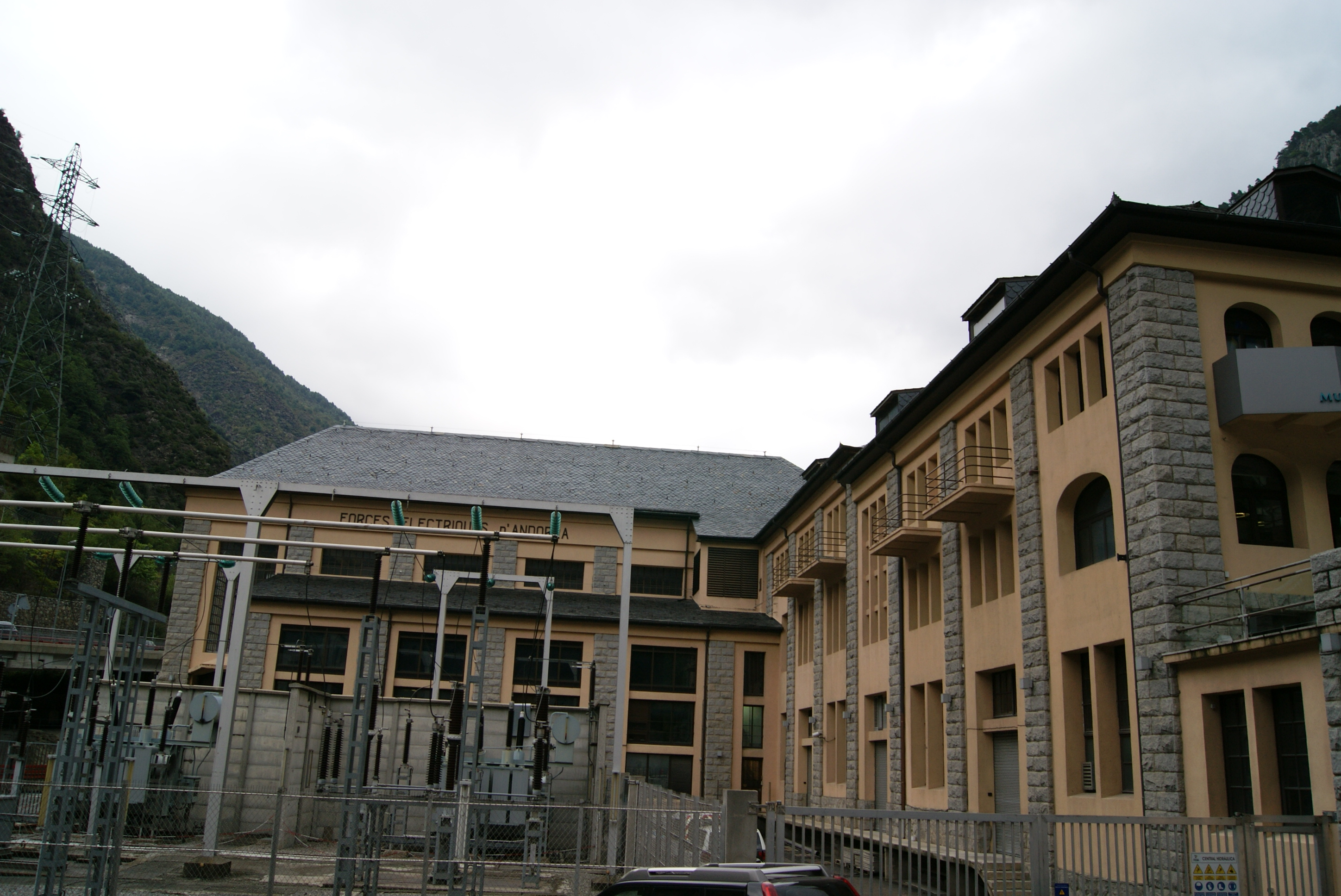
Стара будівля FHASA, тепер перетворена на музей електрики.

Будівництво гідроелектростанції потребувало значної маси робітників. Компанія найняла понад дві тисячі працівників. Щоб відновити внутрішню економічну діяльність, генеральна рада хотіла, щоб компанія найняла персонал з Андорри. Але зрештою, багато робочої сили буде іспанською, французькою, каталонською чи галісійською. Більшість технічних посад, навпаки, були швейцарськими. Умови праці були жахливі. Підприємство збільшувало робочий день без консенсусу чи згоди, працівники не мали вихідних і перерв, працювали за недостатню зарплату, щоб вижити, не було гігієнічних умов тощо. Хтось залишився в країні, хтось виїхав. Була чітка різниця між робітниками і техніками. Техніки заробляли вдвічі більше, ніж ті, хто ризикував життям, будуючи завод.  
Саме в цих життєвих умовах, типових для початкового впровадження капіталізму, Андорра шукає нові ідеологічні течії, які до того часу ніколи не ступали на національну територію. Працівники електростанції належали переважно до Каталонської регіональної конфедерації праці, дочірньої компанії CNT, профспілки анархістів. Профспілки Каталонії підтримали вимоги працівників електростанції, які вимагали гідних умов життя, гігієни та праці.
Парламент Андорри, який складався з представників вищого класу, ніколи не бачив необхідності регулювати ринок праці та розглядав вимоги робітників як загрозу зникненню режиму співкнязівства. Молодіжна асоціація Андорри приєдналася до вимог працівників FHASA, і завдяки цьому парламент знайшов іншого суперника.
Коли імміграція увійшла в країну, вона стала більшістю. Генеральна Рада мала той безпідставний страх перед різницею, перед тим, що її заберуть з країни. Логічно думати, що зміни ХХ століття мають остаточно змінити ці погляди.

Послідовні страйки, що відбулися між 1931 і 1933 роками, призвели до того, що парламент Андорри сформував першу національну поліцію з заявленим наміром придушити будь-який страйк або демонстрацію, що суперечить тому, що продиктовано парламентом.   
Те, як журнал Andorra Agrícola висвітлював події, багато говорить про менталітет епохи. Так, відповідно до цього, працівники FHASA провели загальні збори в 1933 році «особливого характеру». Вони були «рішуче опозиційні до влади» країни, тобто до Генеральної ради. Далі в статті йдеться: «Зважаючи на цей акт повстання, мер Антон Томас, підкріплений начальником поліції, після мобілізації трьохсот озброєних людей вигнав усіх лідерів зазначеного руху з країни, тобто робітників. відповідальних за страйк. Згідно зі статтею, їх видворили з країни та погрожували ніколи не повернутися під страхом «передання як в’язнів французькій владі». За інформацією преси, Барселонський союз вирушив туди, щоб розблокувати Але "влада заборонила в'їзд на територію Андорри, на кордоні була встановлена цивільна охорона, щоб запобігти поверненню вигнаних порушників".

### Революція 1933 року

#### Державний переворот
Для молодих андоррців консультації зі співпринцами розглядалися як ще один спосіб завершити обмін, щоб не дати позитивної відповіді на запит. З їхньої точки зору, було б недоречно запитувати у співпринців схвалення, коли андоррський народ, представлений у парламенті, має ухвалити рішення. Андоррські делегації побачили форму васалітету та марну втрату часу. Надсилання особистих листів між співпринцами розглядалося як ще один спосіб втратити ще більше часу. Безліч проїзних та бюрократичних листів не були потрібні для простого продовження виборчого права, яке вже було попередньо підтверджено шляхом збору підписів.
Для всього цього молоді андоррці, скориставшись тим фактом, що поліція Андорри була зайнята придушенням страйків FHASA, 5 квітня 1933 року увірвалися в Каса-де-ла-Валь, конфіскувавши ключі від нього, зачинивши двері та змусивши парламент схвалити розширення права голосу. Переворот почався з зачитування маніфесту в парламенті: 
- «Демократична конституція», яка розмежувала обов'язки та обов'язки співкнязів
- Конституція, яка гарантує права «народу Андорри»
- «Свобода совісті, думки і слова»
- «Гарантії індивідуальних і колективних прав»
- Сесії парламенту відкриті для громадськості
- Виборчий вік встановлено 23 роки
- Затвердження «загального чоловічого виборчого права»
- Трудові права, жіноча освіта, «викладання каталонською, без вето на будь-яку іншу мову»

Відтоді почалася боротьба з Генеральною радою. Якби не звичайне втручання, було ймовірно, що Генеральна рада не поступилася б. Але це так і закінчилося схваленням виборчої реформи, завдяки якій в Андоррі було встановлено загальне виборче право для чоловіків. Молоді андоррці почали поширювати інформацію. 

#### Загін жандармів

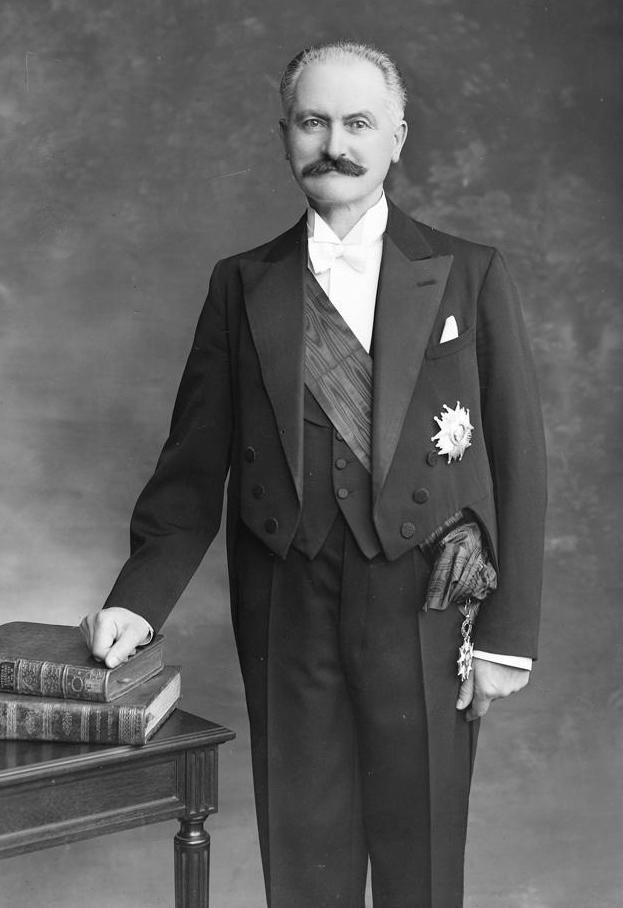
Французький співпринц Альбер Лебрен.

Переворот був дуже погано сприйнятий делегаціями двох співпринців. Франція та Ватикан вважали, що її суверенітет оспорюється. Тобто делегації не допустили створення асоціації з повноваженнями щодо ухвалення рішень. Крім того, вони також не визнали повноважень парламенту Андорри затвердити закон, що розширює право голосу. Але перетягування каната між парламентаріями та молодими андоррцями принесло свої плоди, парламент погодився і закінчився тим, що за власним бажанням виступив проти двох співпринців. 
За все французький співпринц попередив парламент: або скасуйте виборчу реформу, або відправте в Андорру загін жандармів. Розбіжності не зберігаються і Франція нарешті посилає свій загін жандармів. Парламент Андорри дорікнув французькій державі за те, що вона розглядає її як суб'єкта, а не як власну особистість, тому вирішила підтримати виборчу реформу. 
Єпископ надіслав листи до Мадрида, щоб повідомити, що він зовсім не згоден з переворотом і позицією парламенту Андорри. Він хотів послати в країну цивільну гвардію, тому що таким чином він дав би зрозуміти Франції, що співпринц єпископа також командує країною. У Мадриді його замінили, а французьку державу звинуватили в поганій поведінці проти Андорри. За звинуваченнями в «злісному» ставленні стояла, перш за все, перевага ситуації для захоплення території Андорри. Парламент Андорри надіслав листа до Ватикану, в якому засудив зловживання єпископа Ла-Сеу-д'Уржеля. 
Співпринци розпускають парламент Андорри та створюють комісію, створену андоррцями для врегулювання ситуації до відновлення спокою. Крім того, урізали економічне забезпечення парламенту. Франція побачила у вимозі більшої демократії «каталонський переворот» в Андоррі. Вся критика була сприйнята Францією як «антифранцузьке» ставлення.  
Комісія так і не побачила світ. Члени, які мали його створити, відмовилися. Багато андоррців втекли, щоб знайти притулок у Ла Сеу д'Уржель, звідки вони звернулися до опору. Жандарми почали масово затримувати представників влади Андорри, щоб змусити їх здатися, а ті відверто не підкорялися. Той факт, що Esquerra Republicana de Catalunya підтримувала повстання, може пояснити, чому у Франції стався каталонський державний переворот. Але ERC просто хотіли встановлення демократії в Андоррі. Однак завдяки ERC баскська преса зрештою повідомила, що швейцарець стане речником парламенту Андорри в Лізі Націй. Андорра захищала свої права, які Франція порушує. Франція відповіла, що Андорра недостатньо велика, щоб вважатися окремою національною державою. Молоді андоррці вдається завоювати міжнародну громадську думку. Преса, яка не бачила нічого ненормального у вимаганні реформ, подібних до тієї, яку хотіла андоррська молодь, повідомила про серйозну критику французької держави за її управління конфліктом. Зрештою Париж поступився громадській думці. 
Новини про заворушення в Андоррі поширилися міжнародною пресою, поки не стали новинами в Сполучених Штатах, Каталонії, Кастилії, Евскаді та Франції. Сам президент Франклін Рузвельт надіслав листа довіреній особі Picart, щоб висловити своє занепокоєння. Водночас до Андорри вирушив британський посол із Барселони. Прямо говорили про справжню «революцію в Андоррі». У каталонській пресі явно була дуже прихильна позиція молодих андоррців і створення республіки. Іспанська преса мала дві позиції: прокаталонська позиція була розкрита в лівій пресі, а позиція проти каталонської та за збереження системи рангів була розкрита в правій пресі. Французька преса була найбільше проти і захищала французький уряд, прийнявши лексику держави: «антифранцузькі» елементи. Британська преса публікувала статті, повністю прихильні до повстання.
Загалом преса різко змінила свою думку до цих двох співпринців. Преса описувала ставлення французької держави до режиму Салазара. Париж не бачив альтернативи і вирішив провести нові парламентські вибори, застосувавши систему загального чоловічого виборчого права. 

#### Загальні вибори 1933 року
На виборах змагалися два ворогуючі табори. Ті, хто виступає за зміну режиму співкнязівства та перетворення Андорри на суверенну державу з конституційною монархією, і ті, хто проти всього цього. Перші хотіли б загального виборчого права для чоловіків, другі — не хочуть. Unió Andorrana стало перетворенням молодих андоррців у політичну партію. Противниками виступила Інтегральна націоналістична група.  
Французька жандармерія продовжувала патрулювати Андорру за наказом співпринца. Згідно з офіційною версією, вони повинні були гарантувати спокій, але страйки в FHASA та поведінка андоррської та французької поліції привели їх тоді до висновку, що жандармерію залишили на місці, тому що вони хотіли придушити андоррські профспілки. Настільки, що побиття протестувальників FHASA в народі назвали «каральною експедицією».
Вибори завершилися тим, що перемогла Інтегральна націоналістична група. Андоррці, які живуть в Андоррі, ніколи не відчували радикальних змін, які відбувалися за кордоном, і отже, більш ніж імовірно, що зміна ментальності андоррських емігрантів не була такою ж, як у неемігрантів. 

### Королівство Андорра

Прапор Королівства Андорри під час правління Бориса I, використаний у 1934 році.

Під час Першої світової війни в Росії встановився комуністичний режим. Прихильники монархії та абсолютизму масово тікали через утиски з боку нового режиму. Це так звані білі емігранти. В Андоррі ніколи не було комуністичного режиму, і їй не загрожувало впасти в комунізм.  
Борис Скосирев був білим росіянином, який народився в нинішній столиці Литви. Поліглот, він служив у МЗС до 1925 року шпигуном. Він утік з Росії, коли вибухнула революція. Він попросив політичного притулку, проїхав через Нідерланди, Великобританію та отримав паспорт Насена.  
У 1933 році Скосирев прибув до Андорри. Він бачив ситуацію революції 1933 року і скористався можливістю, щоб проголосити себе королем Андорри. Парламент Андорри погодився зробити Андорру діловим центром. Він розповів їм, що під час свого перебування в Нідерландах працював на голландську королівську родину. Він навіть стверджував, що має титул графа Оранського. Встановлює резиденцію в шале Ла Маргінеда в Андорра-ла-Велья. Підлещений, парламент проголошує його королем Андорри та розробляє проект нової Конституції. Розповсюджено 10 000 примірників.   
Він був вигнаний з Андорри співпринцами після того, як вони побачили інтерв'ю, які він дав The Times, Daily Herald і Ahora.   Франція була негайно поінформована про проголошення. 21 липня чотирьом охоронцям і сержанту було доручено його видворити.  